# Personalvertretung
Die Personalvertretung (z. B. Personalrat, Bezirkspersonalrat, Hauptpersonalrat, Gesamtpersonalrat) ist die Vertretung der Beschäftigten (Tarifbeschäftigte, Beamte) einer Dienststelle der öffentlichen Verwaltung (in Bund, Ländern, Gemeinden, sonstigen Körperschaften, Anstalten und Stiftungen des öffentlichen Rechts). Das Recht der Personalvertretung wird in den Personalvertretungsgesetzen des Bundes und der Länder geregelt. Das Postpersonalrechtsgesetz regelt die rechtliche Stellung der Beschäftigten der ehemaligen Deutschen Bundespost nach deren Privatisierung durch die zweite Postreform.
In der Privatwirtschaft spricht man dagegen von Arbeitnehmervertretung, in kirchlichen Einrichtungen von Mitarbeitervertretung.

## Geschichtliche Entwicklung

### 19. Jahrhundert bis zur deutschen Revolution 1918
Der Ursprung der Arbeitnehmerbeteiligung liegt in der gewerblichen Wirtschaft (Gewerbeordnung). Erst im Verlauf des Ersten Weltkriegs kam es zu ersten Regelungen in staatlichen Rüstungsbetrieben, etwa den Werften und der Torpedowerkstatt der Kaiserlichen Marine, oder den Eisenbahnverwaltungen der Länder. Mit dem Gesetz über den vaterländischen Hilfsdienst vom 15. Dezember 1916 wurden Angestellten- und Schlichtungsausschüsse in kriegs- und versorgungswichtigen Betrieben, zunächst mit mehr als 50 (später mehr als 20 Beschäftigten) eingerichtet. Die Beteiligung – also das Recht, Anträge, Beschwerden und Wünsche vorbringen zu dürfen – diente der Mobilisierung von Kraftreserven für die Kriegswirtschaft, die man von einer „unbeteiligten“ Arbeiterschaft nicht erhoffen durfte.
Die Beteiligung im öffentlichen Dienst setzte gleichfalls im 19. Jahrhundert ein, wenn auch deutlich später als in der gewerblichen Wirtschaft. Damals war der öffentliche Dienst bis in die Personalrekrutierung hinein stark geprägt von der Vorstellungswelt und der Organisation des Militärs (Prinzip von Befehl und Gehorsam). Vor allem aber verliefen die Bestrebungen zwischen Arbeitnehmern und Beamten getrennt. Zwar galt das Hilfsdienstgesetz von 1916 auch für einige öffentliche Betriebe und Verwaltungen, aber nicht für die Beamten. Die ersten Forderungen nach Beamtenvertretungen wurden um 1895 von den Postassistenten, Telegrafenassistenten, den Post- und Telegrafenunterbeamten und den Oberpostschaffnern erhoben. Das war in gewisser Weise bezeichnend. Zum einen handelte es sich um ein Tätigkeitsfeld, das damals wie heute zur Speerspitze des technologischen Fortschritts zählt. Die Beteiligungsforderungen wurden damals von Leuten erhoben, die nach Arbeitsfeld, Arbeitsdynamik und möglicherweise auch nach ihrem Selbstverständnis keine „Verwaltungsbeamten“ waren, sondern Beschäftigte im Dienstleistungssektor.

### Weimarer Republik (1919 bis 1933)
Nach dem Ersten Weltkrieg änderten sich die Verhältnisse. Die Beteiligungsbestrebungen aus der Vorkriegszeit und das Entgegenkommen der Arbeitgeber und des Gesetzgebers während des Krieges wurden überrollt durch die revolutionäre Räteidee (Arbeiterräte und Soldatenräte in der Novemberrevolution 1918). Nach der Ausrufung der Republik am 9. November 1918 wählten am 10. November 1918 die Arbeiter- und Soldatenräte im Berliner Zirkus Busch die Regierung der Volksbeauftragten. Am 16. Dezember 1918 trat die Reichskonferenz der Arbeiter- und Soldatenräte in Berlin zusammen. In der Folgezeit lösten sich die Soldatenräte jedoch mit der Demobilisierung des Heeres auf. In der Weimarer Reichsverfassung wurde das Rätesystem für die Staatsorganisation verworfen. Trotzdem folgte die Entwicklung in der Wirtschaft nicht dem Vorkriegsmodell der Arbeiter- und Angestelltenausschüsse. Es wurde auf der Grundlage von Art. 165 der neuen Reichsverfassung ein Betriebsrätegesetz erlassen. Das Betriebsrätegesetz von 1920 sah eine Mitbestimmung in personellen, sozialen und wirtschaftlichen Angelegenheiten durch einen Betriebsrat vor. Es kam auch tatsächlich zu einer Einrichtung von Betriebsräten durch das Betriebsrätegesetz, nicht jedoch zu den auch geplanten Bezirksarbeiterräten oder den Bezirkswirtschaftsräten, die an der Sozialisierung mitwirken sollten.
Der öffentliche Dienst, jedenfalls die Beamten, folgte nach dem Ersten Weltkrieg nicht der revolutionären Linie. Die Beamten erhielten in Art. 130 Abs. 3 Reichsverfassung eine eigene Regelung über „Beamtenvertretungen“ auf der Grundlage eines künftigen Reichsgesetzes. Zum Erlass eines derartigen Gesetzes ist es bis 1933 trotz verschiedener Anläufe nicht gekommen. Im Reich wie in den Ländern wurden auf der Grundlage von Verwaltungsvorschriften Beamtenausschüsse gebildet. Ihre Befugnisse waren, sich zu allgemeinen innerdienstlichen Angelegenheiten gutachterlich zu äußern und auf Antrag eines Beamten in dessen dienstlichen und persönlichen Angelegenheiten vorstellig zu werden. Das Ganze sollte den Zweck haben, die Arbeitsfreude zu heben und Reibungsverluste zu minimieren. Die Beamtenvertretungen im öffentlichen Dienst wurden in der Verfassung und in der Umsetzung in die Praxis von den revolutionär geprägten und auf Mitentscheiden auch in der Leitungsebene zugeschnittenen Räten abgekoppelt. Für die Beamtenvertretungen galt die Tradition des „beratenden Ausschusses“.

### Nationalsozialismus (1933 bis 1945)
Nach der Machtübernahme der Nationalsozialisten wurde nicht nur
- 1934: durch das Gesetz zur Ordnung der nationalen Arbeit vom 20. Januar 1934 (RGBl. I S. 45) das Betriebsrätegesetz aufgehoben, sondern es wurde auch für den Bereich des öffentlichen Dienstes das Gesetz zur Ordnung der Arbeit in öffentlichen Verwaltungen und Betrieben vom 23. März 1934 (RGBl. I S. 220) erlassen. Für beide Gesetze sind zahlreiche Durchführungsverordnungen ergangen.[1]

### Länder in den alliierten Besatzungszonen (1945 bis 1949)
- 1946: das Kontrollratsgesetz Nr. 22 (englisch: Control Council Law No. 22) vom 10. April 1946[2] des Alliierten Kontrollrats erlaubte die Bildung von Betriebsräten nach dem Muster der Weimarer Zeit. Es erwähnte Personalvertretungen der Arbeiter und Angestellten, die Beamten waren nicht erwähnt (was bei den Gerichten mitunter zu Auslegungsproblemen führte). Tatsächlich wurden die Beamten zunächst in das daraufhin entstehende Betriebsrätesystem der öffentlichen Verwaltungen einbezogen.

In verschiedenen Landesverfassungen der alten (Bundes-)Länder wurden Mitbestimmungsregelungen vorgesehen (nur für den Bereich der Wirtschaft in Bayern, Nordrhein-Westfalen und dem Saarland, in Berlin ist auch die „Verwaltung“ erwähnt). Nur in zwei Ländern galt die Mitbestimmung durch Personalvertretungen ausdrücklich als uneingeschränktes Grundrecht sowohl in der Wirtschaft als auch im öffentlichen Dienst:
- Art. 47 der Verfassung der Freien Hansestadt Bremen vom 21. Oktober 1947 (Gesetzblatt S. 251): Gemeinsame Betriebsvertretungen für alle Personen in Betrieben und Behörden durch Wahl der Arbeitnehmer; Mitbestimmung in wirtschaftlichen, sozialen und personellen Fragen des Betriebes,
- Art. 37 der Verfassung des Landes Hessen vom 1. Dezember 1946 (Gesetz- und Verordnungsblatt S. 229): In allen Betrieben und Behörden erhalten Angestellte, Arbeiter und Beamte gemeinsame Betriebsvertretungen durch Wahl der Arbeitnehmer; Mitbestimmung in sozialen, personellen und wirtschaftlichen Fragen.[3]

In beiden Ländern galten die bald darauf erlassenen Betriebsrätegesetze sowohl für die Wirtschaft wie für die Verwaltung. Obwohl das hessische Gesetz (Betriebsrätegesetz für das Land Hessen) bereits am 26. Mai 1948 von Landtag beschlossen und am 31. Mai 1948 ausgefertigt worden ist, konnte es zunächst nicht in Kraft treten, weil die amerikanische Militärregierung auch nach längeren Verhandlungen die §§ 30 Abs. 1, 32 Abs. 1 und die §§ 52 bis 55 bis zum Erlass des Grundgesetzes einstweilig aufhob (suspendiert), so dass es erst am 1. Oktober 1948 veröffentlicht wurde und am 2. Oktober 1948 in Kraft trat (Es ging um die „gleichberechtigte Mitbestimmung“ von Betriebsrat und Arbeitgeber (§ 30 Abs. 1), „keine Mitbestimmung in wirtschaftlichen Fragen“ bei Betrieben, die politischen, konfessionellen, künstlerischen und wohlfahrtspflegerischen Zwecken dienen (§ 32 Abs. 1) und die Erstreckung der Mitbestimmung bei Änderungen des Betriebszwecks oder Veränderung der Betriebsanlagen, Einführung neuer Arbeitsmethoden, Verschmelzungen und Betriebsstilllegungen, sowie die Vorlage der Handels- und Steuerbilanzen, Einsichtsrecht in die Handelsbücher, die Korrespondenz und die abgeschlossenen schriftlichen Verträge, Pflicht zur vierteljährlichen Berichterstattung des Arbeitgebers bei Geheimhaltungspflicht der Betriebsratsmitglieder und die Entsendung von zwei Betriebsratsmitgliedern in den Aufsichtsrat).

### Bundesrepublik Deutschland (1949 bis 1990)
Den Weg gemeinsamer Betriebsrätegesetze hat man mit dem Betriebsverfassungsgesetz 1952 und dem Bundespersonalvertretungsgesetz 1955 bewusst verlassen, weil „die schematische Anwendung des Kontrollratsgesetzes Nr. 22 zu Missständen geführt hatte“. Die Länder haben daraufhin in den folgenden Jahren eigene Personalvertretungsgesetze erlassen.

## Verfassungsrechtliche Grundlagen
Das Grundgesetz, anders als die Weimarer Reichsverfassung (WRV), erwähnt die Personalvertretung im öffentlichen Dienst ausdrücklich nicht, die nordrhein-westfälische Landesverfassung ebenfalls nicht (§ 26 LV NW). Bei den Vorarbeiten zu einem Personalvertretungsgesetz des Bundes war umstritten, ob es eine einheitliche Regelung für Personalvertretungen in den Betrieben der Wirtschaft und den öffentlichen Verwaltungen geben sollte. Weiter war fraglich, ob die Beamtenvertretungen in die Personalräte des öffentlichen Dienstes einzubeziehen seien oder ob besondere Beamtenvertretungen zu bilden waren, wie sie Art. 130 Abs. 3 WRV vorgesehen hatte. Das Ergebnis war:
Das Thema eines einheitlichen Gesetzgebungswerkes für die Beschäftigten der Privatwirtschaft und der öffentlichen Verwaltungen war erledigt, als das Betriebsverfassungsgesetz von 1952 seine Anwendbarkeit auf Betriebe und Verwaltungen der Körperschaften des öffentlichen Rechtes ausdrücklich ausschloss. Daraus ergab sich die öffentlich-rechtliche Konzeption der Personalvertretung. Die Gesetzgebungszuständigkeit für das Personalvertretungsrecht des Bundes folgt aus Art. 73 Nr. 8 GG. Personalvertretungen sind öffentlich-rechtliche Institutionen. Das wiederum erlaubt den Ländern, für ihre Verwaltungen eigene Gesetze zu erlassen. Denn im Bereich des Dienstrechtes der Länder gibt es keine ausschließliche oder konkurrierende Gesetzgebungszuständigkeit des Bundes. Regelungen für die Länder durch den Bund sind nur als Rahmenregelungen zulässig (Art. 75 Nr. 1 GG); die konkurrierende Zuständigkeit des Art. 74 Nr. 12 GG für das kollektive Arbeitsrecht greift nicht ein.
Gemeinsame Personalvertretungen für Arbeitnehmer und Beamte widersprechen nicht den hergebrachten Grundsätzen des Berufsbeamtentums. Den Statusunterschieden wird durch das Gruppenprinzip Rechnung getragen. Danach stehen den Gruppen z. B. ihrer Größe entsprechend Mindestsitze im Personalrat zu, es findet in der Regel die getrennte Wahl statt, sie sind im Vorstand vertreten und bei Abstimmungen über Angelegenheiten, die nur die Angehörigen ihrer Gruppe betreffen, stimmen sie allein ab. Das Gruppenprinzip wird, jedenfalls die Beamten, verfassungsrechtlich als hergebrachter Grundsatz des Beamtenrechtes geschützt. Dass es beamtenrechtliche Vertretungen auf gesetzlicher Grundlage in der Weimarer Zeit nicht gegeben hat, ist unschädlich. Die Verfassungsnorm stellt nicht auf die Verfassungswirklichkeit, sondern auf die abstrakten Strukturen, eben die Grundsätze, ab. Das Gruppenprinzip als besondere Ausgestaltung des beamtenrechtlichen Sonderstatus gehört zu den überkommenen fundamentalen Grundsätzen, schon deshalb, weil es in der Weimarer Verfassung stand.

## Geltungsbereich des Personalvertretungsrechtes
Der Geltungsbereich des Personalvertretungsrechtes erfasst die öffentlich-rechtlichen Rechtsträger, bei denen Personalräte zu bilden sind. Das sind in Deutschland der Bund, die bundesunmittelbaren Körperschaften, Anstalten und Stiftungen des öffentlichen Rechtes (zum Beispiel die Ersatzkassen in der gesetzlichen Krankenversicherung) sowie die Bundesgerichte und die Betriebsverwaltungen des Bundes (§ 1 BPersVG). In den Bundesländern sind das die Dienststellen des jeweiligen Landes, der Kommunen und der Körperschaften, Anstalten und Stiftungen des öffentlichen Rechts, die der Landesaufsicht unterstehen (siehe z. B. § 1 LPVG NW).
Das Personalvertretungsrecht erstreckt sich auch auf Eigenbetriebe, Regiebetriebe und kommunale Sparkassen. Eigenbetriebe werden nach der EigenbetriebsVO (von Hippel-Rehborn, Gesetze des Landes Nordrhein-Westfalen, Nr. 24) geführt. Eigenbetriebe sind rechtlich unselbstständige Sondervermögen einer Gemeinde mit eigener Organisation, eigener Wirtschaftsführung und Rechnungslegung nach Maßgabe der Betriebssatzung. Der Eigenbetrieb ist nicht rechtsfähig. Es handelt sich um eine spezifisch öffentlich-rechtlich Organisationsform. Der Regiebetrieb ist eine kostenrechnende Einrichtung im kommunalen Haushalt unter voller Einbindung in die kommunale Organisation. Rat und Verwaltung haben volle Einwirkungsmöglichkeiten auf den Regiebetrieb. Es handelt sich praktisch um ein gemeindliches Amt mit einer gewissen haushaltsmäßigen Verselbstständigung.
Das Betriebsverfassungsgesetz findet auf Verwaltungen des Bundes, der Länder, der Gemeinden etc. keine Anwendung (§ 130 BetrVG). Durch die § 1 Abs. 1 BPersVG und § 130 BetrVG wird eine lücken- und überschneidungslose Abgrenzung zwischen den öffentlich-rechtlichen Personalvertretungen im Bereich der Verwaltung und den Arbeitnehmervertretern in den Betrieben der Privatwirtschaft hergestellt. Entscheidend im Einzelfall ist die Rechtsform der Organisation. Ist sie eine des öffentlichen Rechtes, dann gilt das jeweilige Personalvertretungsgesetz, ist sie eine des Privatrechtes, gilt das Betriebsverfassungsgesetz. Das gilt auch dann, wenn sich die Körperschaft des Privatrechtes (GmbH, Aktiengesellschaft) überwiegend oder ausschließlich in der Hand eines Trägers öffentlicher Verwaltung befindet. Andererseits bilden die Betriebskrankenkassen Personalräte, auch wenn sie überwiegend Arbeitnehmer eines Privatbetriebs versichern. Es handelt sich um Selbstverwaltungseinrichtungen als Körperschaften des öffentlichen Rechts. Das Betriebsverfassungsgesetz gilt auch bei sog. „gemischten Betrieben“ von Personenvereinigungen und Körperschaften des öffentlichen Rechtes (Forschungsinstitut in einer Universität und eines privaten Geldgebers). Der gemeinsame Betrieb in privatrechtlicher Form erhält einen Betriebsrat.
Das Bundespersonalvertretungsgesetz gilt für die Bundesagentur für Arbeit, für die Ersatzkassen der gesetzlichen Krankenversicherung, die Bundesknappschaft, die Deutsche Bundesbank, die Deutsche Welle und den Deutschlandfunk. Es gilt nicht für die Bediensteten der Europäischen Zentralbank, weil es sich dabei um eine zwischenstaatliche Organisation auf deutschem Boden, nicht um eine Körperschaft des öffentlichen deutschen Rechtes handelt. Für die auf dem Gebiet der Bundesrepublik Deutschland liegenden Verwaltungen internationaler oder supranationaler Institutionen gilt das Personalvertretungsrecht nicht, weil es sich nicht um deutschen öffentlichen Dienst handelt. Für die Beschäftigten kann das Betriebsverfassungsgesetz in Frage kommen, wenn keine Exterritorialität gegeben ist. Für Beschäftigte von Einrichtungen der EU ist europäisches Gemeinschaftsrecht anzuwenden. 
Das Personalvertretungsrecht gilt nicht für die Kirchen, obwohl sie vielfach keine privatrechtlich verfassten, sondern öffentlich-rechtliche Körperschaften sind (vgl. Art. 140 GG, Art. 137 Abs. 5 WRV). Das folgt aus § 1 Abs. 2 BPersVG, 120 LPVG NW. Der Ausschluss soll auch kirchliche Einrichtungen in der Form eines Verlages mit Eintragung im Handelsregister treffen, die von einem kirchlichen Orden getragen werden. Nach kirchlichem Arbeitsrecht (zum Beispiel MAVO) werden dort Mitarbeitervertretungen gebildet, die in der Regel aber gegenüber Personalräten weniger Mitbestimmungsrechte haben.
Das Personalvertretungsrecht ist nicht ohne weiteres auf die Soldaten anzuwenden. Sie wählen Vertretungen nach den Vorschriften des Bundespersonalvertretungsgesetzes, so weit es sich nicht um Dienststellen handelt, die in § 4 Abs. 1 Soldatinnen- und Soldatenbeteiligungsgesetz (SBG) genannt sind (§ 60 SBG). In § 4 Abs. 1 SBG sind die Einheiten der „kämpfenden Truppe“ zusammengefasst. Sie wählen Vertrauensleute nach den besonderen Vorschriften des SBG. Auch Wehrpflichtige wählen Vertrauensleute (§ 2 Abs. 3 SBG). Das Personalvertretungsgesetz gilt auch nicht für Zivildienstleistende (§ 37 Abs. 1 ZDG).

## Stellung der Personalräte
Die durch die Personalvertretungsgesetze geschaffene Kompetenzverteilung ist einfach und klar. Auf der Seite des „Arbeitgebers“ steht die Dienststelle. Spiegelbildlich wird auf „Arbeitnehmerseite“ (Beamte, Angestellte, Arbeiter, wobei die beiden letzteren aufgrund des TVöD, des TV-H und des TV-L in eine einheitliche Gruppe „Arbeitnehmer“ zusammengefasst werden) ein Personalrat gebildet.
Für einige Bereiche bestehen Sondervorschriften, die regeln, wer im Einzelfall Dienststelle ist. Ein Beispiel ist die Deutsche Welle (§ 116 BPersVG): Die hier getroffenen Regelungen sind nötig, weil die Deutsche Welle jeweils Einrichtungen in Bonn (ehemals Sitz in Köln) und in Berlin betreibt.
Als Dienststellen gelten auch noch die Rechtsnachfolger der ehemaligen Deutschen Bundespost, so weit es um Personalangelegenheiten der Beamten geht. Für sie ist § 78 Abs. 1 BPersVG maßgebend. Das mitbestimmende Organ ist allerdings kein Personalrat, sondern der bei dem jeweiligen Unternehmen gebildete Betriebsrat. Die Einzelheiten sind in § 28, § 29 Postpersonalrechtsgesetz geregelt.

## Status des Personalrates
Die Zahl der Mitglieder in der Personalvertretung hängt von der Zahl der in der Dienststelle Beschäftigten ab. Ähnlich wie beim Betriebsrat müssen ab einer bestimmten Zahl von Beschäftigten einzelne Mitglieder der Personalvertretung vom Dienst freigestellt werden, so dass sie sich ganz der Personalratsarbeit widmen können. In der Regel wird zunächst der Vorsitzende des Personalrats freigestellt. Ansonsten ist die Personalratstätigkeit eine ehrenamtliche Betätigung, die in der Regel während der Arbeitszeit stattfindet. Personalratsmitglieder dürfen wegen ihrer Tätigkeit weder bevorzugt noch benachteiligt werden. Der Personalrat besteht i. d. R. aus einem Vorsitzenden und einem oder mehreren Stellvertretern sowie weiteren Mitgliedern. Der Vorsitzende leitet die regelmäßigen Sitzungen, in denen mit Stimmenmehrheit entschieden wird, und vertritt den Personalrat gegenüber der Dienststellenleitung sowie in gerichtlichen Verfahren. Personalräte verfügen in der Regel über eine Geschäftsstelle und bieten regelmäßige Sprechstunden für Beschäftigte an. Sie haben auch das Recht, über Aushänge, Betriebszeitungen sowie das betriebsinterne E-Mail-System und über ein etwaiges Intranet über ihre Tätigkeit zu informieren.

## Aufgaben des Personalrats

### Allgemeine Aufgaben
Der Personalrat hat eine Reihe allgemeiner Aufgaben:
- Überwachung der Einhaltung von Arbeitnehmerrechten und -schutzvorschriften, die in Gesetzen, Tarifverträgen, Dienstvereinbarungen und Verwaltungsvorschriften geregelt sind;
- Entgegennahme von Anregungen und Beschwerden aus den Reihen der Mitarbeiterschaft und die Pflicht, beim Dienststellenleiter auf Abhilfe zu dringen;
- Mitwirkung bei der Eingliederung und Förderung von schwerbehinderten Menschen in enger Zusammenarbeit mit der Schwerbehindertenvertretung (§ 182 SGB IX) und ausländischen Beschäftigten, bei der Gleichstellung von Mann und Frau sowie Unterstützung der Jugend- und Auszubildendenvertretung;
- Durchführung einer Personalversammlung, in der der Personalrat über seine Tätigkeit informiert und Anträge der Mitarbeiter entgegennimmt; bei Bedarf können zusätzliche Versammlungen (auch in Teilbereichen der Verwaltung) durchgeführt werden; der Turnus solcher Versammlungen ist in den einzelnen Personalvertretungsgesetzen unterschiedlich (z. T. halbjährlich, z. T. jährlich); an diesen Versammlungen können der Dienststellenleiter sowie Vertreter der Gewerkschaften teilnehmen.
- der Personalrat hat bei Einstellungen in einigen Bundesländern (nicht jedoch in Bundesdienststellen) das Recht, im Interesse der Beschäftigten an Vorstellungsgesprächen teilzunehmen. An formalisierten Auswahlverfahren für Aus- und Fortbildungsmaßnahmen kann er seine Teilnahme durch Abschluss einer entsprechenden Dienstvereinbarung regeln.
- der Personalrat kann zu innerdienstlichen Prüfungen ein beratendes Mitglied entsenden;
- der Personalrat ist zu Maßnahmen der Unfallverhütung und des Arbeitsschutzes hinzuzuziehen; insbesondere auch zu den Gesprächen des Dienststellenleiters mit den Sicherheitsbeauftragten;
- mindestens vierteljährlich, in einzelnen Ländern monatlich, finden gemeinsame Besprechungen des Plenums des Personalrats mit dem Leiter der jeweiligen Dienststelle statt, zu der stets auch die Schwerbehindertenvertretung (§ 178 Abs. 5 SGB IX), ein Mitglied der Jugend- und Auszubildendenvertretung sowie die Gleichstellungsbeauftragte beizuziehen sind. In diesen regelmäßigen Gesprächen als wichtigstes Instrument zur Konfliktlösung und Verständigung mit dem Arbeitgeber sollen besonders wichtige Fragen von allgemeiner Bedeutung erörtert werden.

Seit dem Inkrafttreten des Rechtsdienstleistungsgesetzes am 1. Juli 2008 ist den Personalvertretungen auch die Erörterung rechtlicher Fragen mit den Beschäftigten erlaubt, soweit die Aufgaben des Personalrates tangiert werden (§ 2 Abs. 3 RDG). Zuvor war diese Frage in der Rechtsprechung nur einschränkend zugebilligt worden.

### Beteiligungsrechte
Die Personalvertretung ist an den Entscheidungen der Dienststelle in personellen, sozialen, organisatorischen und einer Reihe anderer Angelegenheiten beteiligt. Welche Maßnahmen der Dienststelle der Beteiligung der Personalvertretung unterliegen, regeln die Personalvertretungsgesetze in umfangreichen Katalogen oder mittels einer Generalklausel.
Die Beteiligung geschieht in der Form:
- der Mitbestimmung (Maßnahme darf nur mit Zustimmung des Personalrats durchgeführt werden),
- der Mitwirkung (die Dienststelle muss die Angelegenheit mit der Personalvertretung erörtern) und
- der Anhörung (die Personalvertretung kann gegen eine beabsichtigte Maßnahme Bedenken äußern; die Verwaltung muss dazu Stellung nehmen).

Mitbestimmungsrechte haben die Personalräte bei personellen Einzelmaßnahmen, wie Einstellung, Kündigungen, Entlassungen von Arbeitnehmern, Beamten, Richtern und Soldaten, Beförderungen, Versetzungen und Höhergruppierungen. Mitbestimmungsrechte bestehen auch in sozialen Angelegenheiten. In einem wichtigen Katalog von Tatbeständen bestehen zudem wichtige Mitbestimmungsrechte mit z. T. personellen als auch organisatorischen Bezug, soweit gesetzliche oder tarifrechtliche Regelungen nicht bestehen (z. B. Beginn und Ende der täglichen Arbeitszeit, Beurteilungsrichtlinien für Arbeitnehmer usw.). Zu diesen Tatbeständen werden regelmäßig Dienstvereinbarungen abgeschlossen. Bei vielen weiteren organisatorischen Maßnahmen sind es meist nur Mitwirkungs- oder Anhörungsrechte. Das Bundespersonalvertretungsgesetz und die einzelnen Personalvertretungsgesetze der Länder weisen hier z. T. große Unterschiede auf. Insgesamt ist die Stellung des Personalrates nicht so stark wie die des Betriebsrates, zumal das Bundesverfassungsgericht für besonders wichtige Maßnahmen das Primat des politisch Verantwortlichen (zum Beispiel des Parlamentes bzw. Stadtrates) gesetzt hat.
Bei der Einordnung von neu eingestellten Beschäftigten in die Erfahrungsstufen des TVöD/TV-L (Anerkennung bisheriger beruflicher Erfahrungen nach § 16 TVöD/TV-L) haben die Personalräte nach mehreren gleichlautenden Entscheidungen des Bundesverwaltungsgerichtes vom 27. August 2008 ein Mitbestimmungsrecht.

### Einigungsstellenverfahren
Das in den Einzelheiten komplizierte Beteiligungsverfahren ist auf Konsens angelegt. Kommt keine Einigung zustande, wird eine Einigungsstelle gebildet, die, je nach Art der Angelegenheit entweder letztinstanzlich entscheidet oder der Dienststelle eine Empfehlung gibt. Entsteht Streit darüber, ob eine Angelegenheit beteiligungspflichtig ist, können Fachkammern der Verwaltungsgerichte angerufen werden, die den Streit entscheiden.

### Dienstvereinbarungen
Dienstvereinbarungen sind Verträge, die zwischen dem Personalrat und der Dienststelle, vertreten durch deren Leiter, getroffen werden (ähnlich den Betriebsvereinbarungen im Rahmen des Betriebsverfassungsgesetzes). Anders als Tarifverträge, die (auf Arbeitnehmerseite) nur für Mitglieder der jeweiligen Gewerkschaft gelten, haben Dienstvereinbarungen Gültigkeit für alle Mitarbeiter. Allerdings sind Dienstvereinbarungen nur dort möglich, wo es keine abschließenden gesetzlichen oder tarifvertraglichen Regelungen gibt oder diese Dienstvereinbarungen ausdrücklich zulassen. Meist geht es um Fragen der Technikausstattung, der Arbeitszeitregelung und Arbeitszeiterfassung und um ergänzende soziale Maßnahmen, wie Betriebssport oder sonstige betriebliche Gesundheitsförderung oder die Vermeidung von Mobbing. § 18 des Tarifvertrags für den öffentlichen Dienst (TVöD) sieht eine solche Dienstvereinbarung zur Regelung von Leistungsentgelten vor.

### Sonstige Beteiligungen
Die Personalräte sind ebenfalls nach weiteren Rechtsnormen bzw. Tarifverträgen zu beteiligen. So sind sie nach § 2 Abs. 1 der Tarifverträge über den Rationalisierungsschutz vom 9. Januar 1987 rechtzeitig und umfassend über eine vorgesehene Rationalisierungsmaßnahme zu unterrichten. Der Arbeitgeber hat die personellen und sozialen Auswirkungen der Rationalisierung mit der Personalvertretung zu beraten. Nach § 20 des Teilzeit- und Befristungsgesetzes ist der Personalrat über die Anzahl der befristeten Beschäftigungsverhältnisse zu informieren. Nach § 11 ASiG entsendet der Personalrat 2 Vertreter in den Arbeitsschutzausschuss. Er ist an den betrieblichen Kommissionen zum Leistungsentgelt (§ 18 TVöD) und zum Gesundheitsschutz im Sozial- und Erziehungsdienst beteiligt.

## Jugend- und Auszubildendenvertretungen
Neben den Personalräten werden in Dienststellen mit mindestens fünf Beschäftigten in Ausbildung auch Jugend- und Auszubildendenvertretungen (JAV) gewählt. Für diese sind alle unter 18-Jährigen sowie die Beschäftigten in Ausbildung (einschließlich Anwärter und Praktikanten über sechs Monaten Beschäftigungszeit) wahlberechtigt und bis zu einem bestimmten Lebensalter (zum Beispiel im Bereich des Bundespersonalvertretungsgesetzes: 26 Jahre, in Nordrhein-Westfalen: 27 Jahre) auch wählbar, Anwärter in der Bundesverwaltung nur bei der Stammdienststelle. Die Jugend- und Auszubildendenvertretungen sind keine selbstständigen Organe, sondern an das Bestehen einer Personalvertretung gebunden.
Die JAV arbeitet mit dem Personalrat bezüglich der Belange der Jugendlichen und Auszubildenden zusammen. An den jeweiligen Sitzungen können Vertreter des jeweils anderen Gremiums beratend teilnehmen. Bei Angelegenheiten, die Beschäftigte in Ausbildung betreffen, kann in der Regel die gesamte JAV an den Personalratssitzungen teilnehmen und hat in den entsprechenden Angelegenheiten Stimmrecht. Ähnlich der Personalversammlung hat die JAV jährlich mindestens eine Versammlung aller auszubildenden Beschäftigten durchzuführen.

## Schwerbehindertenvertretungen
Der Personalrat als allgemeine Interessenvertretung der Beschäftigten arbeitet eng mit der gewählten Schwerbehindertenvertretung (SBV) als besonderer Interessenvertretung zusammen (§ 182 Abs. 1 SGB IX). Die Schwerbehindertenvertretung (SBV) hat ein bundesgesetzliches beratendes Teilnahmerecht an allen Sitzungen des Personalrats und seiner Ausschüsse (§ 178 Abs. 4 SGB IX) sowie an sämtlichen landesrechtlich geregelten Quartals- oder Monatsgesprächen (§ 178 Abs. 5 SGB IX) und Erörterungsgesprächen aus besonderem Anlass des Plenums des Personalrats mit dem Arbeitgeber. Dies umfasst auch das bundesgesetzliche Teilnahmerecht der SBV an der konstituierenden Sitzung bspw.  des Personalrats nach BPersVG gemäß § 178 Abs. 4 SGB IX (VG Ansbach vom 19. April 2005, AN 7 P 04.00739 (rkr.), den Gesetzesmaterialien (Adlhoch, Behindertenrecht, br 2007, Seite 104) und h. M. (z. B. Fischer / Goeres / Gronimus in Fürst GKÖD Bd V Stand 2021 § 34 BPersVG Rn. 8; Gerhold in Lorenzen / Etzel / Gerhold ua., BPersVG, Stand Juli 2018 § 34 Rn. 6a; Kröll in Altvater/Baden/Baunach ua., 9. Aufl. 2020 § 34 Rn. 1; Jacobs in Richardi/Dörner/Weber, Personalvertretungsrecht, 5. Aufl. 2020  § 34 Rn. 14).
Ist diese SBV nach § 178 Abs. 4 und 5 SGB IX zu allen Sitzungen und Besprechungen des Personalrats hinzuzuziehen und nach § 37 Abs. 1 BPersVG i. V. m. § 36 Abs. 2 Satz 3 BPersVG unter Mitteilung der Tagesordnung zu laden, so muss sie auch in der Lage sein, sich über den Gang der Beratungen im Personalrat durch Einsichtnahme in die Unterlagen ein eigenes Bild zu verschaffen. Ansonsten könnte sie nicht ihre gesetzliche Aufgabe erfüllen. Das umfasst auch die Niederschrift (grundlegend Prof. Düwell, ZTR 12.2020, Seite 681 bis 684: „Protokoll des Personalrats – Recht auf Einsicht und Aushändigung? Auch für die SBV?“), wonach der SBV ein Recht auf Überlassung einer Kopie der Sitzungsniederschrift zusteht.

## Aktuelle Rechtsentwicklung
Der Landtag in Nordrhein-Westfalen hat am 19. September 2007 ein Gesetz beschlossen, das eine erhebliche Einschränkung der Mitbestimmungsrechte im Rahmen einer Reform des Landespersonalvertretungsgesetzes (LPVG NRW) vornahm. Die Änderungen des LPVG traten am 17. Oktober 2007 in Kraft. Am 5. Juli 2011 beschloss der Landtag nun eine Gesetzesnovelle, die die damaligen, unter der schwarz-gelben Koalition erfolgten Änderungen mit Hilfe der neuen Mehrheit aus SPD-Grüne-Linke zurücknahm. Auch wurden einige neue Beteiligungsrechte verankert.

## Österreich
Die Rechtslage der Personalvertretung ist in Österreich ähnlich wie in der Bundesrepublik Deutschland geregelt. Für Bundesbedienstete gilt das österreichische Bundesgesetz über die Personalvertretung bei den Dienststellen des Bundes (Bundes-Personalvertretungsgesetz – PVG), für Beschäftigte der Bundesländer gibt es landesrechtliche Regelungen.
Für Arbeitsverhältnisse aller Art, die auf einem privatrechtlichen Vertrag beruhen, gilt das Arbeitsverfassungsgesetz.
§ 2 Z 3 des ArbeitnehmerInnenschutzgesetzes definiert die nach dem Arbeitsverfassungsgesetz errichteten Organe der Arbeitnehmerschaft sowie die nach bundes- oder landesgesetzlichen Vorschriften oder nach sonstigen Vorschriften errichteten Organe der Personalvertretung als Belegschaftsorgane.

## Schweiz
Die Arbeitnehmervertretung, in der Praxis oft auch Personalkommission genannt, hat ihre rechtliche Grundlage im Bundesgesetz über die Information und Mitsprache der Arbeitnehmerinnen und Arbeitnehmer in den Betrieben, kurz Mitwirkungsgesetz vom 17. November 1993.
Im Gesetzgebungsverfahren lehnte es der Bundesrat ab, die öffentliche Bundesverwaltung explizit in den Geltungsbereich des Mitwirkungsgesetzes einzubeziehen. Für das Bundespersonal enthält Art. 33 des Bundespersonalgesetzes deshalb eine spezielle Regelung zu Mitbestimmung und Sozialpartnerschaft.

### Kommentare zum Personalvertretungsrecht der Länder
- Lothar Altvater, Christian Coulin, Wolf Klimpe-Auerbach, Ewald Bartl, Hanna Binder, Hermann Burr, Michael Wirlitsch: Landespersonalvertretungsgesetz Baden-Württemberg. Basiskommentar. 3. Auflage. Frankfurt am Main 2016, ISBN 978-3-7663-6332-9.
- Bernd Schaufelberger, Josef Schneider: Landespersonalvertretungsgesetz Baden-Württemberg. Textausgabe mit Kurzkommentierung 6. Auflage. Stuttgart u. a. 2011, ISBN 978-3-415-04624-5.
- Stefan Stehle: Beamtenrecht Baden-Württemberg. Fachbuch. 5. Auflage. Stuttgart 2022, ISBN 978-3-17-042871-3.
- Rudolf Aufhauser, Norbert Warga, Peter Schmitt-Moritz: Bayerisches Personalvertretungsgesetz. Basiskommentar. 6. Auflage. Frankfurt am Main 2011, ISBN 978-3-7663-6089-2.
- Lore Seidel, Wolfgang Hamer: Personalvertretungsgesetz Brandenburg. Basiskommentar. 4. Auflage. Frankfurt am Main 2011, ISBN 978-3-7663-3956-0.
- Wolfgang Daniels: Personalvertretungsgesetz Berlin. Basiskommentar. Frankfurt am Main 2010, ISBN 978-3-7663-3992-8.
- Detlef Fricke, Martina Dierßen, Karl Otte, Herbert Sommer, Klaus Thommes: Niedersächsisches Personalvertretungsgesetz. Basiskommentar. 3. Auflage. Frankfurt am Main 2009, ISBN 978-3-7663-3926-3.
- Torsten von Roetteken und Christian Rothländer (Hrsg.), Norbert Breunig, Bernhard Burkholz, Friedrich Dobler, Roger Hohmann, Hendrik Heitmann, Michael Kröll: Hessisches Bedienstetenrecht – HBR, Teilausgabe I: Personalvertretungsrecht. 70. Auflage. (Loseblattausgabe), R. v. Decker, Heidelberg, ISBN 978-3-7685-9511-7.
- Christian Bülow: Landespersonalvertretungsgesetz NRW – Textsammlung für die Praxis, Richard Boorberg Verlag Stuttgart 2014, ISBN 978-3-415-05426-4
- Christian Bülow: Landespersonalvertretungsgesetz NRW – Praxiskommentar und Formularbuch für die Dienststelle, Richard Boorberg Verlag Stuttgart 2016, ISBN 978-3-415-05616-9
- Neubert, Sandfort, Lorenz, Kochs: Landespersonalvertretungsgesetz. NDS Verlag, Essen, ISBN 3-87964-222-2.
- Horst Welkoborsky, Gunnar Herget: Landespersonalvertretungsgesetz Nordrhein-Westfalen. Basiskommentar. 5. Auflage. Frankfurt am Main 2011, ISBN 978-3-7663-6124-0.
- Susanne Gliech, Lore Seidel, Klaus Schwill: Thüringer Personalvertretungsgesetz. Basiskommentar. 4. Auflage. Frankfurt am Main 2010, ISBN 978-3-7663-3935-5.

### Monografien, Zeitschriften
- Lothar Altvater: Die Personalratssitzung. Der Personalrat (PersR) 2008, 228.
- Erhard Baden: Durchsetzung von Personalratsrechten. PersR 2008, 266.
- Franz Josef Düwell: Die Zulässigkeit der Rechtsberatung durch Personalräte. PersR 2008, 306.
- Franz Josef Düwell: Protokoll des Personalrats – Recht auf Einsicht und Aushändigung? Auch für die SBV? ZTR 12.2020, Seite 681 bis 684
- Heiko Peter Krenz: Die Beteiligungsverfahren im Personalvertretungsrecht. PersR 2008, 244.
- Michael Kröll: Die Verweigerung der Zustimmung. PersR 2008, 259.
- Heinrich Jordan: Rechtliche Stellung der Personalratsmitglieder. PersR 2012, Ausgabe 6, S. 257–261.
- Ralf Trümner, Karsten Sparchholz: Drittbezogener Personaleinsatz von Arbeitnehmern und Personalvertretungsrecht. PersR 2008, 317.
- Helmut Lopacki: Personalrat und Gleichstellungsbeauftragte. In: Die Personalvertretung. Nr. 10/11, 2018, ISSN 0476-3475, S. 374–383.
- Zeitschrift Der Personalrat – Personalrecht im öffentlichen Dienst (PersR). Bund-Verlag Frankfurt am Main, ISSN 0175-9299